# Aptychotrema rostrata
Aptychotrema rostrata е вид хрущялна риба от семейство Rhinobatidae. Видът е незастрашен от изчезване.

## Разпространение и местообитание
Разпространен е в Австралия (Куинсланд и Нов Южен Уелс).
Среща се на дълбочина от 16,2 до 60 m, при температура на водата от 24,3 до 24,5 °C и соленост 35,4 – 35,5 ‰.

## Описание
На дължина достигат до 1,2 m.